# Erdélyi vérengzés (1848–49)

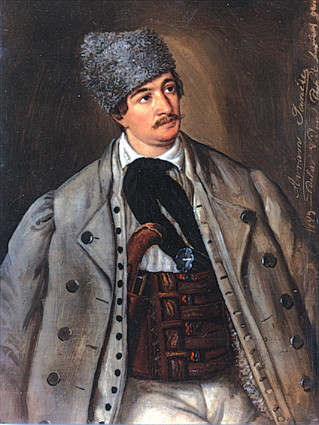
Avram Iancu román felkelővezér

Az erdélyi vérengzés néven elhíresült magyarellenes támadások 1848. október 19. és 1849 januárja között zajlottak. A Magyarország és Erdély uniója ellen fellázadt császárhű románok, a császári haderő tisztjeinek irányításával, a pogrom ideje alatt 7500 – 8500 magyart mészároltak le.

## Előzmények
Az 1848-ban Kolozsvárott összehívott országgyűlés kimondta Erdély unióját Magyarországgal. Ezen az országgyűlésen viszont a magyar képviselők voltak többségben, a románok és az szászok csak kis számban voltak jelen, így az említett két nép nem fogadta el az országgyűlési határozatot. A románok 1848. május 15. és 17. között nemzetgyűlést tartottak Balázsfalván, ahol kijelentették, hogy szembeszállnak a magyarokkal. Nemsokára hadsereget szerveztek, amelynek fővezére Avram Iancu lett. A felkelő románok elárasztották egész Alsófehér vármegyét, Torda-Aranyos vármegyét és Kis-Küküllő vármegye egy részét. Az Erdélyi-középhegységben, Mócvidéken ütötték fel főhadiszállásukat.

## A vérengzések

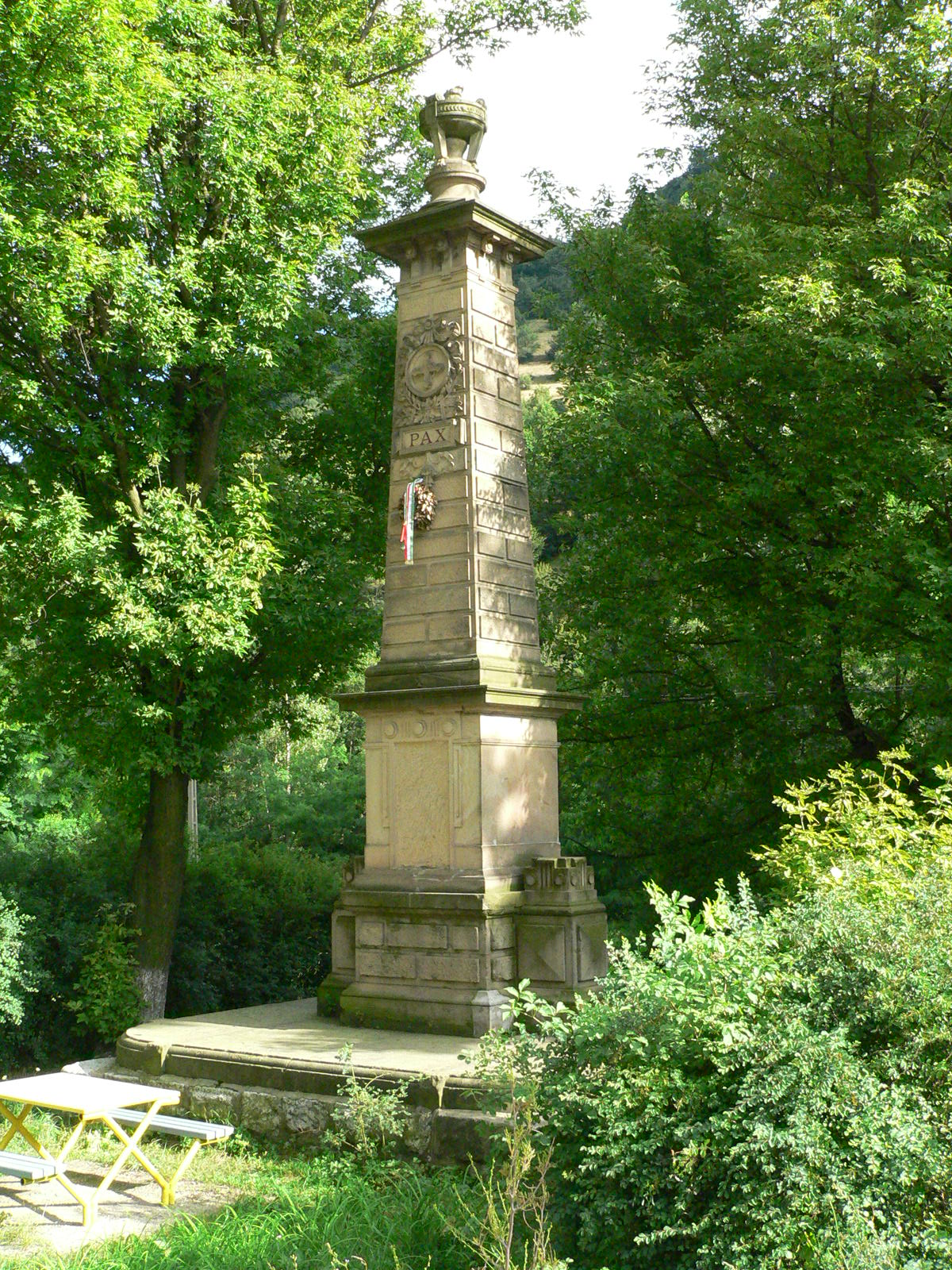
Az 1848-as zalatnai mészárlás áldozatainak emlékműve Ompolygyepűn

- Az első mészárlásra 1848. október 14-én került sor, Kisenyeden. Ezt a települést a magyarok annyira biztonságosnak gondolták, hogy még a szomszédos településekről is ide jöttek védelmet keresni. A románok ostromolni kezdték a falut, de a magyarok több napig kitartottak. Végül aztán letették a fegyvert, mire a románok 140 embert – férfit, nőt, gyermeket – lemészároltak.
- Pár nappal később Székelykocsárdot pusztította el egy felkelő csapat, itt összesen 60 magyart végeztek ki, állítólag olyan kegyetlenséggel, hogy a falu három lakosa, aki elbújt a románok elől, látva a borzalmakat felakasztotta magát.
- Szintén októberben a Bél település melletti Boklyán 30 magyart gyilkoltak le.
- Gerendkeresztúron 200 magyart gyilkoltak meg.
- Balázsfalván és környékén 400 magyart mészároltak le.
- Szintén legyilkolták Mikeszásza teljes magyar lakosságát.
- Zalatna bányavárost felgyújtották, a menekülő lakosságot Ompolygyepű határában lemészárolták. 700 magyar esett itt áldozatul.
- Október 23-án Boroskrakkó és a környező települések magyarjait végezték ki. A lemészároltak száma 200 volt.
- Október 28-ról 29-re virradó éjszaka Borosbenedek 400 magyar lakosát végezték ki.
- Október 29-én Magyarigen 200 magyar lakosát ölték meg. Borosbocsárdon megközelítőleg 40 magyart végeztek ki.
- Algyógyon 85 magyart gyilkoltak meg.
- Marosújvárra a környékről 90 magyar nemest fogdostak össze, akiket Balázsfalvára akartak hurcolni. Azonban alighogy elindultak Marosújvárról, a csoportot egy román pap megimádkoztatta, majd mindannyiukat legyilkolták, holttesteiket a Marosba dobva.
- A székely lakosságú Felvincet a személyesen Avram Iancu által vezetett sereg dúlta fel, itt 30 magyart öltek meg, az elmenekült lakosságból további 170 halt éhen vagy fagyott meg a téli hidegben.
- A leginkább elhíresült pusztítás a nagyenyedi vérengzés volt, mikor Axente Sever(wd) és Simion Prodan több, mint tízezer embert számoló táborai 1849. január 8. és 11. között megközelítőleg 1000 magyar lakost mészároltak le, a református kollégiumot pedig elpusztították.
- 1849. május 8-án a román felkelők felégették Verespatakot, a magyar lakosságot pedig lemészárolták.
- Május 9-én, egy rövid ostromot követően Abrudbányán mészároltak le megközelítőleg 1000 magyart.
- Ugyanezen a napon Bucsesden további 200 magyart öltek meg.
- Május 17-én az Abrudbányára visszatérő lakosok közül meggyilkoltak legkevesebb 182 embert.[2][3]

## Következményei
A mészárlások elkövetői nem kaptak büntetést, nyugodt körülmények között élhették le hátralevő életüket, sőt településeket neveztek el róluk szülőhazájukban, szobrokat emeltek nekik, többek között Nagyenyed városában is. A lemészárolt magyaroknak azonban sok helyen még emléket sem állítottak. Nagyenyeden egy táblát helyeztek el, amelyre felvésték a pogrom dátumát. Az egyetlen igazi emlékmű Ompolygyepű és Zalatna között található, egy 10 méter magas obeliszk „PAX” felirattal, mely az itt kivégzett zalatnai polgároknak állít emléket.